# Anna Maluhina
Anna Maluhina (în rusă Анна Малухина; n. 21 decembrie 1958, Moscova, RSFS Rusă, URSS) este o trăgătoare de tir ce a reprezentat Rusia, medaliată olimpică. A participat la 3 ediții ale Jocurilor Olimpice (1988, 1992, 1996) în care a câștigat o medalie de bronz.